# Rafael Tristany i Parera
Rafael Tristany i Parera (Ardèvol, Solsonès, 16 de maig del 1814 - Lorda, Gascunya, 17 de juny del 1899), comte d'Avinyó, fou un dels principals cabdills carlins a Catalunya durant la Segona Guerra Carlina i el cap de l'exèrcit carlí del Principat durant la Tercera Guerra Carlina.

## Biografia
Nasqué el 16 de maig de 1814, fill de Joan Tristany i Teresa Parera a la masia familiar d'Ardèvol. Nebot del cèlebre capitost de la Primera Guerra Benet Tristany, participà en els tres aixecaments carlins del segle xix, assolint progressivament responsabilitats en el seu comandament fins a assolir el grau de capità general de les forces carlines al Principat. Com a militar, es distingí pel seu humanitarisme i disciplina tàctica.

### Primera Guerra Carlina
Amb dinou anys s'incorporà als rengles carlins. Durant la Primera Guerra Carlina participà en un gran nombre de combats, com els del Bruc, Calaf, Tona, l'assalt a Solsona i d'altres i assolí el grau de tinent coronel. Fou ferit al combat de Biosca (abril del 1840) i, acabada la guerra, restà amagat.

### Segona Guerra Carlina
Lluità novament a la Segona Guerra Carlina i arribà a comandar una brigada de 3000 homes, amb el grau de brigadier (1849); prengué Berga i Sallent, feu presonera la guarnició d'Igualada, rendí el fort de Prades i a Avinyó, juntament amb Cabrera, derrotà i feu presoner el brigadier Manzano i 700 isabelins (novembre del 1848); entrà per sorpresa a Cardona i lliurà el combat de Pinós. Però, perduda la guerra, hagué d'exiliar-se a França (maig del 1849).
El juliol del 1855 entrà novament a Catalunya i s'hi mantingué prop d'un any amb un escamot de 200 homes. El 1861 oferí els seus serveis a Francesc II de Nàpols, a favor del qual lluità; caigué presoner i fou deportat a França.

### Tercera Guerra Carlina

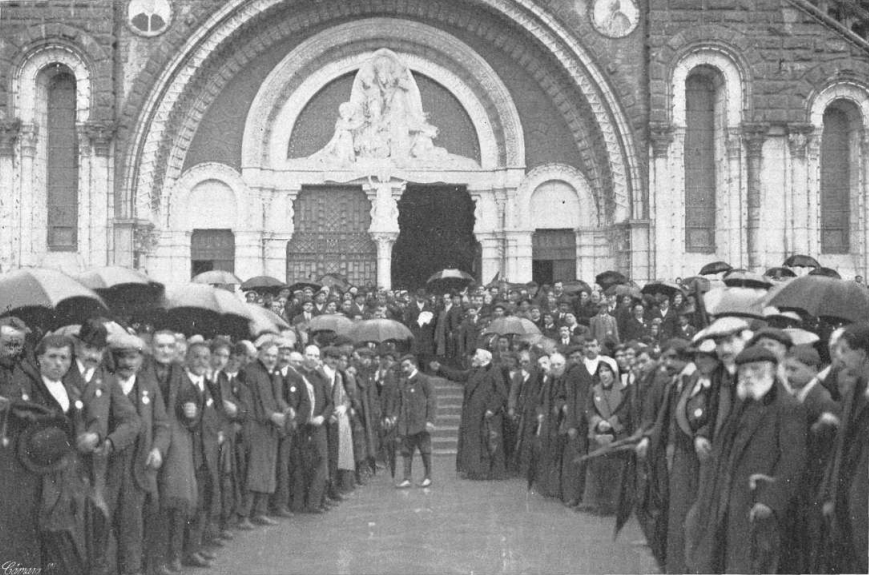
Una multitud espera Don Jaume en la peregrinació jaumina a Lorda amb motiu de la repatriació de les restes de Rafael Tristany (1913).

El maig de 1872 tornà a entrar al Principat, en esclatar la Tercera Guerra Carlina, i fou comandant general de Catalunya. Vencé en diversos combats, obligà les guarnicions de Sant Feliu de Pallerols, Sant Hilari Sacalm, Taradell i Salelles a rendir-se; derrotà els voluntaris liberals a la Llacuna i desfeu a Sanaüja una columna de la guàrdia civil.
Quan l'infant Alfons Carles de Borbó prengué el comandament general de Catalunya l'any 1873, Tristany fou nomenat comandant general de les províncies de Lleida i Tarragona i obtingué victòries a la Pobla de Segur, Gerri de la Sal, on obtingué la rendició de la guarnició i altre cop a Sanaüja, on feu presoner un esquadró de llancers de Calatrava i més de cent voluntaris. Participà en l'assalt i la presa d'Igualada i a la victòria de Casserres.
La nit del 8 al 9 de gener de 1874 assaltà i prengué Vic, amb 70 morts entre els defensors i 10 morts entre els carlins segons el mateix Tristany. La nit de l'endemà dia 10, es produí la matança de fugitius liberals a Collformic a càrrec del coronel carlí Ramon Vila i Colomer, conegut per Vila de Viladrau. Segons el mateix Vila, foren 97 els morts i ho foren en combat, mentre que la tradició oral parla de 110 i que els homes foren afusellats a sang freda.
Tristany prengué també Castellciutat, Manresa i el Vendrell, i quan Alfons de Borbó passà al centre, esdevingué cap dels carlins de Catalunya, amb 12000 infants i 500 cavalls.
Jurà els furs a Olot quan es restablí oficialment la Diputació General de Catalunya l'1 d'octubre de 1874.
El març de 1875 passà al nord de la Península com a cap de la casa militar del pretendent Carles de Borbó i Àustria-Este i assistí al setge de Getaria. Fou nomenat capità general de Catalunya (1875) en un darrer intent de reviscolar-hi la causa carlina, però la guerra ja era perduda. Poc després passà a França, on es casà i s'establí finalment a Lorda, on acabà la seva vida.

### Mort i honors
Morí a Lorda el 1899 i les seves restes foren traslladades al cementiri d'Ardèvol el 1913, cosa que fou acompanyada d'una notable manifestació carlina.
Heretà del seu pare, Joan Tristany, el títol de baró d'Altet, Carles Lluís de Borbó li atorgà el de comte d'Avinyó i Carles Maria dels Dolors de Borbó el de marquès de Casa Tristany.